# Santa Izabel do Oeste
Santa Izabel do Oeste – miasto i gmina w Brazylii, w stanie Parana. Znajduje się w mezoregionie Sudoeste Paranaense i mikroregionie Capanema.